# Günsel
Günsel Electric Vehicles – północnocypryjski startup planujący produkcję elektrycznych samochodów z siedzibą w Lefkoşii działający od 2016 roku.

## Historia
W 2016 roku dr. Irfan Suat Günsel, rektor prywatnego Uniwersytetu Bliskiego Wschodu z Cypru Północnego, założył przedsiębiorstwo Günsel Electric Vehicles mające na celu rozwój autorskiej konstrukcji samochodów elektrycznych. Obierając za siedzibę stołęczną Lefkoşię, jeszcze w roku powstania przedstawiono pierwszą wersję prototypu rozwijanego przez Günsel  w postaci elektrycznego hatchbacka w postaci 3-drzwiowego modelu B9. Projekt był rozwijany przez kolejne lata działania firmy, stanowiąc główne narzędzie do promocji i budowania rozpoznawalności niewielkiej inicjatywy ze spornego terytorium na obszarze Cypru. 
W grudniu 2021 podczas wydarzenia London EV Show w Wielkiej Brytanii odbyła się pierwsza prezentacja prototypu Günsel B9 przed zagraniczną publicznością, z kolei w styczniu 2022 Günsel ogłosił plany zaznaczenia swojej obecności w sektorze metaverse. W drugiej połowie tego roku firma zgromadziła zespół 250 konstruktorów pracujących nad wdrożeniem B9 do produkcji seryjnej, której uruchomienie zaplanowano na 2027 rok. W lutym 2023 Günsel wniósł do urzędu patentowego projekt swojego drugiego planowanego samochodu w postaci dużego SUV-a Coupe, modelu J9.

## Modele samochodów

### Studyjne
- Günsel B9 (2016)